# Sadovi (Kursk)
|  | Per a altres significats, vegeu «Sadovi». |

Sadovi (en rus: Садовый) és un poble (un khútor) de l'óblast de Kursk, a Rússia, que en el cens del 2010 no tenia cap habitant. Pertany al districte de Kastórnoie.